# Fluoruro di mercurio(I)
Il fluoruro di mercurio(I) è il composto inorganico di formula  Hg2F2. In condizioni normali è un solido cristallino giallo, che diventa nero per esposizione alla luce. In questo composto il mercurio è nello stato di ossidazione +1.

## Struttura
Come tutti gli altri alogenuri di Hg(I), anche Hg2F2 contiene lo ione Hg22+ ed è composto da unità lineari F–Hg–Hg–F. La distanza di legame Hg–Hg risulta di 251 pm, più corta della distanza Hg–Hg di 300 pm che si riscontra nel mercurio metallico. La distanza F–Hg è di 214 pm.

## Sintesi
Hg2F2 si prepara facendo reagire il carbonato di mercurio(I), Hg2CO3 con acido fluoridrico acquoso:
{\displaystyle {\ce {Hg2CO3\ +\ 2HF->Hg2F2\ +\ CO2\ +\ H2O}}}

## Reattività
In acqua il fluoruro di mercurio(I) è solubile, ma si idrolizza rapidamente e disproporziona formando mercurio elementare, ossido mercurico (HgO) e acido fluoridrico (HF). Gli altri alogenuri di mercurio(I) sono invece insolubili in acqua. Per riscaldamento il fluoruro di mercurio(I) disproporziona formando mercurio metallico e fluoruro di mercurio(II) (HgF2).

## Usi
Il fluoruro di mercurio(I) non ha applicazioni significative. Si può usare nella reazione di Swarts per convertire gli alogenuri alchilici in fluoruri alchilici:
{\displaystyle {\ce {2R\ -\ X\ +\ Hg2F2->2R\ -\ F\ +\ Hg2X2}}}
dove {\displaystyle {\ce {X =}}} Cl, Br, I

## Indicazioni di sicurezza
Il fluoruro di mercurio(I) è disponibile in commercio. Il composto è fortemente tossico per inalazione, per ingestione e per contatto con la pelle. È fortemente tossico anche per gli organismi acquatici, con effetti negativi a lungo termine per l'ambiente acquatico.